# Liste von Skigebieten in den deutschen Mittelgebirgen
Die Liste der Skigebiete in den deutschen Mittelgebirgen enthält eine Auswahl von Skigebieten der Mittelgebirge Deutschlands.
| Name                                      | Orte                                              | Lage                    | Bundesland          | Höhenlage (m ü. NN) 1 | Höhenlage (m ü. NN) 1 | Lifte 2     | Länge der Pisten (in km) 3 | Weblink   |
| Name                                      | Orte                                              | Lage                    | Bundesland          | von                   | bis                   | Lifte 2     | Länge der Pisten (in km) 3 | Weblink   |
| ----------------------------------------- | ------------------------------------------------- | ----------------------- | ------------------- | --------------------- | --------------------- | ----------- | -------------------------- | --------- |
| Skischlepplift Mosbach-Nüstenbach         | Mosbach-Nüstenbach                                | Odenwald                | Baden-Württemberg   | 220                   | 270                   | 1           | 0,22                       | Webseite  |
| Ostalb-Skilifte                           | Aalen                                             | Schwäbische Alb         | Baden-Württemberg   | 530                   | 680                   | 2           | 2,2                        | Website   |
| Skilift Ebingen                           | Albstadt-Ebingen                                  | Schwäbische Alb         | Baden-Württemberg   | 763                   | 923                   | 2           | 2,1                        | Website   |
| Skilift am Schloßberg                     | Albstadt-Tailfingen                               | Schwäbische Alb         | Baden-Württemberg   | 810                   | 935                   | 1           | 1,4                        | Website   |
| Skilifte Hirtenteich                      | Essingen (Württemberg)                            | Schwäbische Alb         | Baden-Württemberg   |                       |                       | 3           |                            | Website   |
| Skilift Genkingen                         | Genkingen                                         | Schwäbische Alb         | Baden-Württemberg   |                       |                       | 3           | 0,9                        | Website   |
| Albuch Skilift                            | Heidenheim an der Brenz                           | Schwäbische Alb         | Baden-Württemberg   |                       |                       | 2           |                            | Website   |
| Skilift Donnstetten                       | Römerstein                                        | Schwäbische Alb         | Baden-Württemberg   |                       |                       | 4           | 0,4                        | Website   |
| Skilifte Treffelhausen                    | Treffelhausen                                     | Schwäbische Alb         | Baden-Württemberg   | 650                   | 708                   | 3           | 0,4                        | Website   |
| Skilifte Halde                            | Westerheim                                        | Schwäbische Alb         | Baden-Württemberg   |                       | 820                   | 4           | 1,2                        | Website   |
| Skilifte Wiesensteig                      | Wiesensteig                                       | Schwäbische Alb         | Baden-Württemberg   | 640                   | 755                   | 3           | 5                          | Website   |
| Achertal                                  | Achertal Seebach                                  | Schwarzwald             | Baden-Württemberg   |                       |                       | 4           |                            | Website   |
| Baiersbronn                               | Baiersbronn                                       | Nordschwarzwald         | Baden-Württemberg   | 500                   | 1000                  | 9           | 4                          | Website   |
| Skizentrum Enzklösterle                   | Enzklösterle                                      | Nordschwarzwald         | Baden-Württemberg   | 650                   | 880                   | 2           | 1,5                        | Website   |
| Skilifte Eulenloch                        | Schömberg                                         | Nordschwarzwald         | Baden-Württemberg   | 540                   | 620                   | 1           | 0,6                        | Website   |
| Skilifte Kaltenbronn                      | Kaltenbronn                                       | Nordschwarzwald         | Baden-Württemberg   | 858                   | 958                   | 2           | 0,6                        | Website   |
| Freizeitzentrum Mehliskopf                | Bühl Forbach                                      | Nordschwarzwald         | Baden-Württemberg   | 900                   | 1000                  | 4 (0/0/4)   | 1,0                        | Website   |
| Bernau im Schwarzwald                     | Bernau im Schwarzwald                             | Schwarzwald             | Baden-Württemberg   | 900                   | 1145                  | 5           | 5                          | Website   |
| Gersbach                                  | Gersbach                                          | Schwarzwald             | Baden-Württemberg   |                       |                       | 1           |                            | Website   |
| Belchenland                               | GVV Schönau                                       | Schwarzwald             | Baden-Württemberg   | 1106                  | 1365                  | 1           | 7                          | Website   |
| Feldberg im Schwarzwald                   | Liftverbund Feldberg Menzenschwand St. Blasien    | Hochschwarzwald         | Baden-Württemberg   | 750                   | 1493                  | 28 (0/4/24) | 55                         | Website   |
| Skilifte Hofsgrund                        | Hofsgrund Schauinsland                            | Hochschwarzwald         | Baden-Württemberg   | 1100                  | 1230                  | 3           | 2,5                        | Website   |
| Ferienland                                | Triberg Schonach Schönwald Furtwangen St. Georgen | Schwarzwald             | Baden-Württemberg   | 850                   | 1100                  | 11          | 13                         | Website   |
| Hotzenwald                                | Herrischried                                      | Schwarzwald             | Baden-Württemberg   |                       |                       |             |                            | Website   |
| Hinterzarten-Breitnau                     | Hinterzarten Breitnau                             | Schwarzwald             | Baden-Württemberg   | 1000                  | 1200                  | 4           | 3,75                       | Website   |
| Skilifte Kandel                           | Waldkirch                                         | Schwarzwald             | Baden-Württemberg   | 1100                  | 1200                  | 2           | 2,5                        | Website   |
| Münstertal-Wieden                         | Wieden Münstertal                                 | Schwarzwald             | Baden-Württemberg   | 880                   | 1240                  | (0/0/6)     |                            | Website   |
| Oberried                                  | Oberried                                          | Schwarzwald             | Baden-Württemberg   |                       |                       | 12          |                            |           |
| Skilifte Stollenbach                      | Oberried                                          | Schwarzwald             | Baden-Württemberg   | 800                   | 1340                  | 2           |                            | Website   |
| Sasbachwalden                             |                                                   | Schwarzwald             | Baden-Württemberg   |                       |                       |             |                            | Website   |
| Todtmoos                                  | Todtmoos                                          | Schwarzwald             | Baden-Württemberg   | 800                   | 1200                  | 2           | 2,5                        | Website   |
| Skizentrum Todtnauberg                    | Todtnau                                           | Hochschwarzwald         | Baden-Württemberg   | 1000                  | 1400                  | 6 (0/0/6)   | 13                         | Website   |
| Skizentrum Muggenbrunn                    | Todtnau                                           | Hochschwarzwald         | Baden-Württemberg   | 980                   | 1243                  | 7 (0/0/7)   |                            | Website   |
| Großer Arber                              | Bodenmais Bayerisch Eisenstein                    | Bayerischer Wald        | Bayern              | 1050                  | 1450                  | 10 (1/2/7)  | 10                         | Website   |
| Silberberg                                | Bodenmais                                         | Bayerischer Wald        | Bayern              | 750                   | 955                   | 2           | 4                          | Website   |
| Skigebiet Freyung                         | Freyung                                           | Bayerischer Wald        | Bayern              | 654                   | 860                   | 3           | 1,5                        | Website   |
| Skizentrum Mitterdorf                     | Mitterfirmiansreut Philippsreut                   | Bayerischer Wald        | Bayern              | 840                   | 1139                  | 6           | 4                          | Website   |
| Neuschönau                                | Neuschönau                                        | Bayerischer Wald        | Bayern              | 700                   | 1000                  | 3           | 2                          | Website   |
| Skilift Riedlberg                         | Drachselsried                                     | Bayerischer Wald        | Bayern              | 630                   | 850                   | 2           | 1,4                        | Website   |
| Predigtstuhl                              | Sankt Englmar Markbuchen                          | Bayerischer Wald        | Bayern              | 850                   | 1024                  | 4           | 3                          | Website   |
| Pröller                                   | Sankt Englmar                                     | Bayerischer Wald        | Bayern              | 708                   | 1010                  | 3           | 7                          | Website   |
| Skilift Kapellenberg                      | Sankt Englmar                                     | Bayerischer Wald        | Bayern              |                       |                       | 1           | 0,3                        | Website   |
| Skilift Grün/Maibrunn                     | Sankt Englmar Grün/Maibrunn                       | Bayerischer Wald        | Bayern              |                       |                       | 2           | 0,75                       | Website   |
| Geißkopf                                  | Unterbreitenau Bischofsmais                       | Bayerischer Wald        | Bayern              | 840                   | 1121                  | 9 (0/1/8)   | 8                          | Website   |
| Hoher Bogen                               | Neukirchen beim Heiligen Blut                     | Bayerischer Wald        | Bayern              | 657                   | 1050                  | 2           | 5                          | Website   |
| Ski Eck                                   | Arrach                                            | Bayerischer Wald        | Bayern              | 843                   | 1134                  | 2           | 3,5                        | Website   |
| Skilift Kalteck                           | Achslach                                          | Bayerischer Wald        | Bayern              | 720                   | 980                   | 2           | 1,4                        | Website   |
| Mühlberglift                              | Hinterschmiding                                   | Bayerischer Wald        | Bayern              |                       |                       | 1           |                            | Website   |
| Voithenberg Gibacht                       | Furth im Wald                                     | Bayerischer Wald        | Bayern              | 612                   | 881                   | 3           | 4,6                        | Website   |
| Skigebiet Oberfrauenwald                  | Waldkirchen                                       | Bayerischer Wald        | Bayern              | 650                   | 948                   | 3           | 1,4                        | Website   |
| Glasberg-Lift                             | Zwiesel                                           | Bayerischer Wald        | Bayern              |                       |                       |             |                            | Website   |
| Ochsenkopf                                | Bischofsgrün Fleckl                               | Fichtelgebirge          | Bayern              | 645                   | 1024                  | 5 (0/2/3)   | 4,2                        | Website   |
| Gehrenlift Bischofsgrün                   | Bischofsgrün                                      | Fichtelgebirge          | Bayern              |                       |                       | 1 (0/0/1)   | 0,6                        | Website   |
| Großer Kornberg                           | Kirchenlamitz Schönwald                           | Fichtelgebirge          | Bayern              | 710                   | 820                   | 2           | 1,3                        | Website   |
| Klausenlifte Mehlmeisel                   | Mehlmeisel                                        | Fichtelgebirge          | Bayern              | 615                   | 815                   | 3           | 1                          | Website   |
| Bleaml Alm                                | Fichtelberg                                       | Fichtelgebirge          | Bayern              | 750                   | 1024                  | 1 (0/0/1)   | 0,4                        | Website   |
| Geiersberg- & Hempelsberglift             | Oberwarmensteinach                                | Fichtelgebirge          | Bayern              |                       |                       | 3           | 1,95                       | Website   |
| Skilift Tannenberg                        | Immenreuth                                        | Fichtelgebirge          | Bayern              |                       | 720                   | 2 (0/0/2)   | 0,7                        | Website   |
| Skilift Arzberg                           | Arzberg                                           | Fichtelgebirge          | Bayern              |                       |                       | 1 (0/0/1)   | 0,5                        | Website   |
| Skianlage Schloppach                      | Waldsassen                                        | Fichtelgebirge          | Bayern              |                       |                       | 2           | 0,8                        | Website   |
| Skilift am Butzberg                       | Wunsiedel                                         | Fichtelgebirge          | Bayern              |                       |                       | 1 (0/0/1)   | 0,2                        | Website   |
| Skilift Spies                             | Betzenstein                                       | Fränkische Alb          | Bayern              |                       |                       | 1 (0/0/1)   | 0,3                        | Website   |
| Skilift Burgbernheim                      | Burgbernheim                                      | Fränkische Alb          | Bayern              |                       |                       | 3           | 0,8                        | Website   |
| Skilift am Schlossberg                    | Osternohe                                         | Fränkische Alb          | Bayern              |                       |                       | 1           | 1                          | Website   |
| Skilift Übungswiese/Schöne Aussicht       | Bad Steben                                        | Frankenwald             | Bayern              | 580                   | 620                   | 1 (0/0/1)   | 0,4                        | Website   |
| Skilift Gehülz                            | Kronach                                           | Frankenwald             | Bayern              | 400                   | 460                   | 1 (0/0/1)   | 0,4                        | Website   |
| Skizentrum Ludwigsstadt                   | Ludwigsstadt                                      | Frankenwald             | Bayern              | 470                   | 700                   | 2           | 5                          | Website   |
| Skilifte Bergwiese                        | Schwarzenbach am Wald                             | Frankenwald             | Bayern              | 610                   | 680                   | 2           | 2                          | Website   |
| Skilifte Tettau                           | Tettau                                            | Frankenwald             | Bayern              |                       |                       | 2           | 1,6                        | Website   |
| Skilift Osternohe                         | Osternohe                                         | Hersbrucker Alb         | Bayern              | 420                   | 900                   | 1           | 1                          | Website   |
| Skilift Altglashütte                      | Bärnau                                            | Oberpfälzer Wald        | Bayern              | 700                   | 900                   | 2           | 2                          | Website   |
| Skilift am Pfaben                         | Erbendorf                                         | Oberpfälzer Wald        | Bayern              |                       |                       | 1           | 0,7                        | Website   |
| Skizentrum Fahrenberg                     | Vohenstrauß                                       | Oberpfälzer Wald        | Bayern              | 650                   | 801                   | 2           | 1,9                        | Website   |
| Skilift Lindauer Hang                     | Schönsee                                          | Oberpfälzer Wald        | Bayern              |                       |                       | 1           | 0,7                        | Website   |
| Skilift Nabburg                           | Nabburg                                           | Oberpfälzer Wald        | Bayern              |                       |                       | 1           | 1                          | Website   |
| Skilift Ödengrub                          | Neunburg vorm Wald                                | Oberpfälzer Wald        | Bayern              |                       |                       | 2           |                            | Website   |
| Skilift Mertenberg                        | Mertenberg                                        | Oberpfälzer Wald        | Bayern              |                       |                       | 1           |                            | Website   |
| Skilift Sitzambuch                        | Sitzambuch                                        | Oberpfälzer Wald        | Bayern              |                       |                       | 1           |                            |           |
| Skilifte am Arnsberg                      | Bischofsheim in der Rhön                          | Rhön                    | Bayern              | 595                   | 843                   | 3           | 7,1                        | Website   |
| Skigebiet Kreuzberg                       | Bischofsheim in der Rhön                          | Rhön                    | Bayern              | 610                   | 928                   | 4           | 15                         | Website   |
| Feuerberg Skiwelt                         | Sandberg                                          | Rhön                    | Bayern              | 567                   | 834                   | 4           | 11                         | Website   |
| Skilift am Sauerberg                      | Frammersbach                                      | Spessart                | Bayern              | 400                   |                       | 1           | 2                          | Website   |
| Skilifte am Engländer                     | Jakobsthal (Heigenbrücken)                        | Spessart                | Bayern              | 420                   | 500                   | 3           |                            | Website   |
| Skilift am Eichberg                       | Gröden                                            | Schraden                | Brandenburg         |                       |                       | 1           | 0,25                       | Website   |
| Skigebiet Kleingladenbach                 | Kleingladenbach                                   | Gladenbacher Bergland   | Hessen              | 345                   | 530                   | 2           | 0,84                       | Website   |
| Lahn-Dill-Bergland                        | Hartenrod, Hirzenhain, Hohensolms                 | Gladenbacher Bergland   | Hessen              | 345                   | 652                   | 4           |                            | Website   |
| Hohes Gras                                | Kassel                                            | Habichtswälder Bergland | Hessen              | 527                   | 605                   | 1           | 0,5                        | Website   |
| Skilift Meißner                           | Eschwege                                          | Hoher Meißner           | Hessen              | 620                   | 750                   | 2           | 1,2                        | Website   |
| Hoherodskopf                              | Schotten                                          | Hoher Vogelsberg        | Hessen              | 655                   | 745                   | 3           | 2,12                       | Website   |
| Skigebiet Battenhausen                    | Battenhausen                                      | Kellerwald              | Hessen              | 460                   | 560                   | 2           | 0,78                       | Website   |
| Skilifte Eisenberg (Knüll)                | Neuenstein (Hessen)                               | Knüllgebirge            | Hessen              |                       | 630                   | 1           | 1                          | Website   |
| Skilifte Beerfelden                       | Beerfelden                                        | Odenwald                | Hessen              | 430                   | 520                   | 2           | 0,6                        | Website   |
| Skilift Güttersbach                       | Güttersbach                                       | Odenwald                | Hessen              | ca. 340               | ca. 400               | 1           | 0,25                       | Website   |
| Skilift Dorf-Erbach (Betrieb eingestellt) | Dorf-Erbach                                       | Odenwald                | Hessen              | ca. 250               |                       | 1           |                            |           |
| Löhrbach/Schnorrenbach                    | Birkenau                                          | Odenwald                | Hessen              | 400                   | 500                   | 1           | 0,45                       | Webseite  |
| Neunkircher Höhe (2010 eingestellt)       | Modautal                                          | Odenwald                | Hessen              | 470                   | 530                   | 1           | 0,4                        | -         |
| Tromm (2004 eingestellt)                  | Grasellenbach                                     | Odenwald                | Hessen              | 460                   | 520                   | 0           | 0,6                        | Website   |
| Skizentrum Simmelsberg                    | Gersfeld                                          | Rhön                    | Hessen              | 660                   | 840                   | 3           | 6,1                        | Website   |
| Ski- und Rodelarena Wasserkuppe           | Poppenhausen                                      | Rhön                    | Hessen              | 820                   | 930                   | 5           | 2,5                        | Website   |
| Skilift Zuckerfeld                        | Gersfeld                                          | Rhön                    | Hessen              | 720                   | 810                   | 1           | 4                          | Website   |
| Skiliftzentrum „Am Zickesberg“            | Setzelbach                                        | Rhön                    | Hessen              | 381                   | 432                   | 1           | 0,5                        | Website   |
| Winterpark Willingen                      | Willingen                                         | Rothaargebirge          | Hessen              | 580                   | 835                   | 16 (1/1/14) | 16                         | Website   |
| Skilift am Pechberg                       | Oberreifenberg                                    | Taunus                  | Hessen              |                       | 680                   | 1           |                            | Website   |
| Skilift am Treisberg                      | Treisberg                                         | Taunus                  | Hessen              | 520                   | 580                   | 1           | 1,6                        | Website   |
| Skilift Höllkopf                          | Driedorf                                          | Westerwald              | Hessen              | 480                   | 642                   | 1           | 0,3                        | Website   |
| Ski-Ranch Driedorf-Roth                   | Driedorf                                          | Westerwald              | Hessen              | 450                   | 500                   | 2           | 0,4                        | Website   |
| Skilift Kramelskopf                       | Haiger-Steinbach                                  | Westerwald              | Hessen              | 381                   | 458                   | 2           | 0,8                        | Facebook  |
| Skilift Greifenstein                      | Greifenstein                                      | Westerwald              | Hessen              | 410                   | 435                   | 1           | 0,2                        |           |
| Skigebiet Springe                         | Springe                                           | Deister                 | Niedersachsen       |                       |                       | 3           | 0,95                       | Website   |
| Harz                                      | Clausthal-Zellerfeld Hohegeiß Lerbach             | Harz                    | Niedersachsen       |                       |                       | 5           | 2                          | Website   |
| Ski-Alpinum Schulenberg                   | Schulenberg                                       | Harz                    | Niedersachsen       | 480                   | 645                   | 2           | 3,25                       | Website   |
| Torfhaus                                  | Altenau                                           | Harz                    | Niedersachsen       | 740                   | 820                   | 2           | 0,4                        | Website   |
| Ravensberg                                | Bad Sachsa                                        | Harz                    | Niedersachsen       | 480                   | 660                   | 3           | 4                          | Website   |
| Bocksberg                                 | Hahnenklee                                        | Harz                    | Niedersachsen       |                       | 726                   | 3           | 4,8                        | Website   |
| Matthias-Schmidt-Berg                     | Sankt Andreasberg                                 | Harz                    | Niedersachsen       | 535                   | 663                   | 5           | 3,2                        | Website   |
| Sonnenberg                                | Sankt Andreasberg                                 | Harz                    | Niedersachsen       | 538                   | 853                   | 3           | 2,6                        | Website   |
| Wurmberg                                  | Braunlage                                         | Harz                    | Niedersachsen       | 570                   | 971                   | 7           | 15                         | Website   |
| Hochsolling                               | Neuhaus im Solling                                | Solling                 | Niedersachsen       |                       |                       | 1           | 0,3                        | Website   |
| Sommer- und Wintersportzentrum Monschau   | Monschau                                          | Eifel                   | Nordrhein-Westfalen |                       |                       | 1           |                            | Website   |
| Skikarussell Altastenberg                 | Altastenberg                                      | Rothaargebirge          | Nordrhein-Westfalen | 680                   | 800                   | 7           | 8                          | Website   |
| Skigebiet Hesselbach                      | Hesselbach                                        | Rothaargebirge          | Nordrhein-Westfalen |                       |                       | 1           | 2                          | Website   |
| Postwiesen-Skigebiet                      | Neuastenberg                                      | Rothaargebirge          | Nordrhein-Westfalen | 610                   | 730                   | 8           | 8                          | Website   |
| Skigebiet Eschenberg                      | Niedersfeld                                       | Rothaargebirge          | Nordrhein-Westfalen | 600                   | 730                   | 4           |                            | Website   |
| Skigebiet Kappe                           | Winterberg                                        | Rothaargebirge          | Nordrhein-Westfalen | 590                   | 776                   | 2           | 2,6                        | Website   |
| Skiliftkarussell Winterberg               | Winterberg                                        | Rothaargebirge          | Nordrhein-Westfalen | 670                   | 830                   | 26          | 20                         | Website   |
| Skigebiet Sahnehang                       | Winterberg                                        | Rothaargebirge          | Nordrhein-Westfalen | 780                   | 836                   | 3           | 1                          | Website   |
| Snow World Züschen                        | Züschen                                           | Rothaargebirge          | Nordrhein-Westfalen | 620                   | 816                   | 6           |                            | Website   |
| Skisportzentrum Sternrodt                 | Bruchhausen                                       | Rothaargebirge          | Nordrhein-Westfalen | 590                   | 789                   | 3           | 4,3                        | Website   |
| Schmallenberger Sauerland                 | Schmallenberg                                     | Rothaargebirge          | Nordrhein-Westfalen | 470                   | 810                   | 15          | 11,2                       | Website   |
| Skigebiet Brilon                          | Brilon                                            | Rothaargebirge          | Nordrhein-Westfalen | 480                   | 600                   | 2           | 2                          | Website   |
| Wildewiese                                | Wildewiese                                        | Lennegebirge            | Nordrhein-Westfalen | 540                   | 645                   | 5           |                            | Website   |
| Skigebiet Fahlenscheid                    | Fahlenscheid                                      | Ebbegebirge             | Nordrhein-Westfalen | 470                   | 660                   | 3           | 2                          | Website   |
| Skilift Burbach                           | Burbach                                           | Westerwald              | Nordrhein-Westfalen | 420                   | 520                   | 1           | 0,6                        | Website   |
| Skilift Altenseelbach                     | Altenseelbach                                     | Westerwald              | Nordrhein-Westfalen | 312                   | 342                   | 1           | 0,4                        |           |
| Wintersportanlage Arft                    | Arft                                              | Eifel                   | Rheinland-Pfalz     | 668                   |                       | 2           | 1                          | Website   |
| Hohe Acht                                 | Jammelshofen                                      | Eifel                   | Rheinland-Pfalz     | 550                   | 747                   | 2           | 1,2                        | Website   |
| Schwarzer Mann                            | Prüm                                              | Eifel                   | Rheinland-Pfalz     |                       |                       | 2           | 1,8                        | Website   |
| Mäuseberg                                 | Daun                                              | Eifel                   | Rheinland-Pfalz     | 465                   | 560                   | 1           | 0,44                       | Website   |
| WSG Wolfsschlucht                         | Prüm                                              | Eifel                   | Rheinland-Pfalz     | 570                   |                       | 1           | 1,4                        | Website   |
| Weißer Stein                              | Udenbreth                                         | Eifel                   | Rheinland-Pfalz     | 610                   | 689                   | 1           | 0,6                        | Website   |
| Skilift Dollberg                          | Hermeskeil                                        | Hunsrück                | Rheinland-Pfalz     | 683                   |                       | 1           | 0,31                       | Website   |
| Erbeskopf                                 | Thalfang                                          | Hunsrück                | Rheinland-Pfalz     | 818                   |                       | 3           | 2                          | Website   |
| Idarkopf                                  | Stipshausen                                       | Hunsrück                | Rheinland-Pfalz     | 746                   |                       | 2           | 1,1                        | Website   |
| Skigebiet Katzenhalde                     | Queidersbach                                      | Pfälzerwald             | Rheinland-Pfalz     |                       |                       | 1           | 0,3                        | Website   |
| Schizentrum Schorrberg                    | Bad Marienberg                                    | Westerwald              | Rheinland-Pfalz     | 500                   | 585                   | 2           | 1,0                        | Website   |
| Skilift Wissen                            | Wissen                                            | Westerwald              | Rheinland-Pfalz     | 210                   | 267                   | 1           | 1,0                        | Website   |
| Skilift Höhn-Schönberg                    | Höhn-Schönberg                                    | Westerwald              | Rheinland-Pfalz     | 450                   | 530                   | 2           | 0,7                        | Website   |
| Malberg                                   | Hausen (Wied)                                     | Westerwald              | Rheinland-Pfalz     | 260                   | 365                   | 1           | 0,5                        | Website   |
| Skilift Salzburger Kopf                   | Stein-Neukirch                                    | Westerwald              | Rheinland-Pfalz     | 604                   | 654                   | 2           | 0,3                        | Website   |
| Skilift Westerburg                        | Westerburg-Gershasen                              | Westerwald              | Rheinland-Pfalz     | 380                   | 420                   | 1           | 0,3                        | Website   |
| Knoten-Skilift                            | Oberrod                                           | Westerwald              | Rheinland-Pfalz     | 590                   | 630                   | 1           | 0,3                        | Website   |
| Skilift Kirburg                           | Kirburg                                           | Westerwald              | Rheinland-Pfalz     | 435                   | 470                   | 1           | 0,3                        | Website   |
| Skilift "Am Höchsten"                     | Neunkirchen                                       | Westerwald              | Rheinland-Pfalz     | 350                   | 390                   | 1           | 0,3                        |           |
| Skilift "Im Steinchen"                    | Daaden                                            | Westerwald              | Rheinland-Pfalz     | 430                   | 470                   | 1           | 0,2                        | Website   |
| Skilift Scheuerfeld                       | Scheuerfeld                                       | Westerwald              | Rheinland-Pfalz     | 250                   | 270                   | 1           | 0,2                        |           |
| Skilift am Köppchen                       | Hachenburg                                        | Westerwald              | Rheinland-Pfalz     | 380                   | 410                   | 1           | 0,2                        | Instagram |
| Skilift Peterberg                         | Nonnweiler                                        | Hunsrück                | Saarland            | 584                   |                       | 1           | 0,38                       | Website   |
| Skilift Rugiswalde                        | Rugiswalde                                        | Elbsandsteingebirge     | Sachsen             |                       |                       | 1           | 1,3                        | Website   |
| Skilifte Sebnitz                          | Sebnitz                                           | Elbsandsteingebirge     | Sachsen             |                       |                       | 3           | 1,8                        | Website   |
| Kegelberg                                 | Erlbach                                           | Elstergebirge           | Sachsen             | 580                   | 740                   | 3           | 1,6                        | Website   |
| Skilifte Altenberg & Geising              | Altenberg Geising                                 | Erzgebirge              | Sachsen             | 850                   | 905                   | 4           | 6,5                        | Website   |
| Skilift am Pöhlberg                       | Annaberg-Buchholz                                 | Erzgebirge              | Sachsen             | 679                   | 815                   | 1           | 0,5                        | Website   |
| Rost's Wiesen                             | Augustusburg                                      | Erzgebirge              | Sachsen             | 300                   | 470                   | 4           | 0,4                        | Website   |
| Skilift am Bärenstein                     | Bärenstein                                        | Erzgebirge              | Sachsen             | 760                   | 840                   | 1           | 1                          | Website   |
| Skilift am Grenzhang                      | Breitenbrunn/Erzgeb.                              | Erzgebirge              | Sachsen             | 900                   |                       | 1           | 1                          | Website   |
| Skilift Carlsfeld                         | Carlsfeld                                         | Erzgebirge              | Sachsen             | 850                   | 950                   | 2           | 0,4                        | Website   |
| Skilift am Schießberg                     | Crottendorf                                       | Erzgebirge              | Sachsen             | 697                   | 790                   | 1           | 1,1                        | Website   |
| Skilift An der Hühnerfarm                 | Ehrenfriedersdorf                                 | Erzgebirge              | Sachsen             | 580                   | 630                   | 1           | 0,35                       | Website   |
| Skiarena Eibenstock                       | Eibenstock                                        | Erzgebirge              | Sachsen             | 650                   | 780                   | 4           | 0,6                        | Website   |
| Skilift am Richtergrund                   | Hermsdorf/Erzgeb.                                 | Erzgebirge              | Sachsen             | 660                   | 780                   | 1           | 0,9                        | Website   |
| Skigebiet Holzhau                         | Holzhau                                           | Erzgebirge              | Sachsen             | 610                   | 780                   | 4           | 4                          | Website   |
| Skilift am Külliggut                      | Johanngeorgenstadt                                | Erzgebirge              | Sachsen             | 780                   | 870                   | 1           | 1,2                        | Website   |
| Skigebiet Am Gründelwald                  | Jöhstadt                                          | Erzgebirge              | Sachsen             | 570                   | 821                   | 2           | 0,9                        | Website   |
| Skilift Jägerstrasse                      | Klingenthal                                       | Erzgebirge              | Sachsen             | 570                   | 660                   | 1           | 0,35                       | Website   |
| Skilifte Königswalde                      | Königswalde                                       | Erzgebirge              | Sachsen             | 570                   | 710                   | 2           | 1,2                        | Website   |
| Skilift Marienberg                        | Marienberg                                        | Erzgebirge              | Sachsen             | 600                   | 635                   | 1           | 0,35                       | Website   |
| Skihang Mühlleithen                       | Mühlleithen                                       | Erzgebirge              | Sachsen             | 850                   | 880                   | 1           | 0,17                       | Website   |
| Skilift am Paulusberg                     | Neudorf (Sehmatal)                                | Erzgebirge              | Sachsen             | 713                   | 820                   | 1           |                            | Website   |
| Skilift Oberbärenburg                     | Oberbärenburg                                     | Erzgebirge              | Sachsen             | 600                   | 715                   | 1           | 0,6                        | Website   |
| Fichtelberg                               | Oberwiesenthal                                    | Erzgebirge              | Sachsen             | 900                   | 1215                  | 7 (1/2/4)   | 15                         | Website   |
| Skilift An der Frankwarte                 | Olbernhau                                         | Erzgebirge              | Sachsen             | 506                   | 602                   | 1           | 0,5                        | Website   |
| Skilifte Pobershau                        | Pobershau                                         | Erzgebirge              | Sachsen             | 580                   | 660                   | 2           | 0,4                        | Website   |
| Skilift Pöhla                             | Pöhla                                             | Erzgebirge              | Sachsen             |                       |                       | 1           |                            | Website   |
| Wintersportgebiet am Hemmschuh            | Rehefeld-Zaunhaus                                 | Erzgebirge              | Sachsen             | 750                   | 845                   | 3           | 3,6                        | Website   |
| Skilift am Hirtstein                      | Satzung (Marienberg)                              | Erzgebirge              | Sachsen             | 845                   | 880                   | 1           | 0,3                        | Website   |
| Skilift im Mortelgrund                    | Sayda                                             | Erzgebirge              | Sachsen             | 580                   | 620                   | 1           | 0,3                        | Website   |
| Skilift Rotterhang                        | Schellerhau                                       | Erzgebirge              | Sachsen             |                       |                       | 1           |                            | Website   |
| Skiwelt Schöneck                          | Schöneck/Vogtl.                                   | Erzgebirge              | Sachsen             | 700                   | 800                   | 5 (0/1/4)   | 1,8                        | Website   |
| Skilift Seiffen                           | Seiffen                                           | Erzgebirge              | Sachsen             | 640                   | 740                   | 1           | 1,8                        | Website   |
| Skilift Stützengrün                       | Stützengrün                                       | Erzgebirge              | Sachsen             | 590                   | 640                   | 1           | 0,3                        | Website   |
| Skilifte Am Zschopenberg                  | Zschopau                                          | Erzgebirge              | Sachsen             | 430                   |                       | 2           |                            | Website   |
| Skilift am Schwarzenberg                  | Elstra                                            | Lausitzer Bergland      | Sachsen             | 285                   | 400                   | 1           | 1,8                        | Website   |
| Skilift am Valtenberg                     | Neukirch/Lausitz                                  | Lausitzer Bergland      | Sachsen             |                       |                       | 1           | 0,8                        | Website   |
| Skilift am Mälzerberg                     | Schirgiswalde                                     | Lausitzer Bergland      | Sachsen             | 313                   |                       | 1           |                            | Website   |
| Skilift am Tännicht                       | Sohland an der Spree                              | Lausitzer Bergland      | Sachsen             |                       |                       | 1           |                            | Website   |
| Skilift am Jonsberg                       | Jonsdorf                                          | Zittauer Gebirge        | Sachsen             |                       |                       | 1           |                            | Website   |
| Skilift am Johannisstein                  | Hain (Oybin)                                      | Zittauer Gebirge        | Sachsen             |                       |                       | 1           |                            | Website   |
| Lausche                                   | Waltersdorf                                       | Zittauer Gebirge        | Sachsen             | 490                   | 793                   | 4 (0/0/4)   | 2,9                        | Website   |
| Skilift am Bungsberg                      | Schönwalde am Bungsberg                           | Holsteinische Schweiz   | Schleswig-Holstein  | 168                   |                       | 1           | 0,3                        | Website   |
| Skilift am Seimberg                       | Brotterode                                        | Thüringer Wald          | Thüringen           | 608                   | 704                   | 1           | 0,7                        | Website   |
| Skilifte Gehlberg                         | Suhl-Gehlberg                                     | Thüringer Wald          | Thüringen           | 940                   |                       | 3           |                            | Website   |
| Skihang Goldlauter                        | Goldlauter                                        | Thüringer Wald          | Thüringen           | 600                   | 836                   | 1           | 1,1                        | Website   |
| Skiarena Heubach                          | Heubach (Masserberg)                              | Thüringer Wald          | Thüringen           | 680                   | 770                   | 3 (0/0/3)   | 2,3                        | Website   |
| Skilift am Ersteberg                      | Masserberg                                        | Thüringer Wald          | Thüringen           | 730                   | 830                   | 1 (0/0/1)   | 0,65                       | Website   |
| Skilift am Apelsberg                      | Neuhaus am Rennweg                                | Thüringer Wald          | Thüringen           | 745                   | 785                   | 1 (0/0/1)   | 0,45                       | Website   |
| Oberhof                                   | Oberhof                                           | Thüringer Wald          | Thüringen           | 830                   | 900                   | 4           | 1,3                        | Website   |
| Skiarena Silbersattel                     | Steinach                                          | Thüringer Wald          | Thüringen           | 590                   | 840                   | 4 (0/1/3)   | 4,7                        | Website   |
| Skilift am Knüllfeld                      | Steinbach-Hallenberg                              | Thüringer Wald          | Thüringen           | 560                   | 680                   | 1 (0/0/1)   | 0,7                        | Website   |
| Skilift am Döllberg                       | Suhl                                              | Thüringer Wald          | Thüringen           |                       |                       | 1 (0/0/1)   |                            |           |
| Großer Inselsberg                         | Bad Tabarz                                        | Thüringer Wald          | Thüringen           | 420                   | 900                   | 2           | 2,2                        | Website   |
| Frankenlift Wurzbach                      | Wurzbach                                          | Thüringer Wald          | Thüringen           | 500                   | 725                   | 1 (0/0/1)   | 0,8                        | Website   |

Anmerkungen: